# Deftones (album)
Deftones è il quarto album in studio del gruppo musicale statunitense omonimo, pubblicato il 20 maggio 2003 dalla Maverick Records.
Il disco ha venduto oltre 167 000 copie nella prima settimana di vendita negli Stati Uniti d'America.

## Descrizione
(Chino Moreno intervistato da Uproxx nel 2020)
L'album è il risultato di un processo creativo che ha richiesto molto più tempo rispetto al passato, in quanto il gruppo era visibilmente provato dall'estenuante tour del precedente album White Pony. Anziché proseguire sulla scia del successo del suddetto album, i cinque componenti del gruppo hanno optato per sonorità più cupe e a testi più personali. I riff di chitarra risultano pertanto più pesanti, il frontman Chino Moreno fa un maggior uso di screaming e il tastierista Frank Delgado ha abbandonato i giradischi per focalizzarsi maggiormente su tastiere e campionatori. Non mancano tuttavia esperimenti sonori: il brano Anniversary of an Uninteresting Event presenta elementi di ispirazione ambient, mentre Lucky You è influenzato dal trip hop, genere già sperimentato con Teenager, da White Pony.
Il titolo inizialmente avrebbe dovuto essere Lovers, ma fu cambiato in Deftones in quanto il titolo originario avrebbe svelato troppo le tematiche principali dell'album. Il titolo originario venne scelto per una traccia successivamente apparsa come b-side del singolo Hexagram.

## Accoglienza
Deftones ha ricevuto un'accoglienza mista da parte della critica specializzata. Alcuni critici lo considerano un album di transizione, altri lo vedono invece come un netto passo in avanti.

## Tracce
Testi e musiche dei Deftones, eccetto dove indicato.
1. Hexagram – 4:10
2. Needles and Pins – 3:23
3. Minerva – 4:17
4. Good Morning Beautiful – 3:28
5. Deathblow – 5:28
6. When Girls Telephone Boys – 4:36
7. Battle-Axe – 5:01
8. Lucky You – 4:10 (Deftones, DJ Crook)
9. Bloody Cape – 3:37
10. Anniversary of an Uninteresting Event – 3:57
11. Moana – 5:02

## Formazione
Gruppo
- Chino Moreno – voce, chitarra, pianoforte (traccia 10)[8]
- Abe Cunningham – batteria
- Chi Cheng – basso
- Frank Delgado – campionatore, tastiera
- Stephen Carpenter – chitarra, batteria (traccia 10)[8]

Altri musicisti
- Rey Osburn – voce aggiuntiva (traccia 8)
- Greg Wells – input arrangiamenti musicali (eccetto tracce 8, 10 e 11)

Produzione
- Terry Date – produzione, ingegneria del suono, missaggio
- Deftones – produzione
- Pete Roberts – ingegneria Pro Tools, ingegneria del suono aggiuntiva
- Sam Hofstedt – assistenza alla registrazione
- Sean Tallman – assistenza al missaggio
- Tom Baker – mastering
- Chino Moreno – direzione creativa
- Frank Maddocks – direzione creativa, direzione artistica, grafica

## Classifiche
| Classifica (2003) | Posizione massima |
| ----------------- | ----------------- |
| Australia         | 4                 |
| Austria           | 20                |
| Belgio (Fiandre)  | 29                |
| Belgio (Vallonia) | 18                |
| Canada            | 1                 |
| Danimarca         | 21                |
| Finlandia         | 9                 |
| Francia           | 14                |
| Germania          | 8                 |
| Irlanda           | 14                |
| Italia            | 17                |
| Norvegia          | 18                |
| Nuova Zelanda     | 2                 |
| Regno Unito       | 7                 |
| Stati Uniti       | 2                 |
| Svezia            | 23                |
| Svizzera          | 19                |